# Sicarius cariri
Sicarius cariri is een spinnensoort is een spin uit de familie der vioolspinnen (Sicariidae).
Het dier behoort tot het geslacht Sicarius. De wetenschappelijke naam van de soort werd voor het eerst geldig gepubliceerd in 2013 door Magalhǎes, Brescovit en Santos.

## Voorkomen
De soort komt voor in Brazilië.